# Little Movements
Little Movements is het zesde album dat de Duitse contrabassist Eberhard Weber uitbracht, ditmaal onder de "groepsnaam" Eberhard Weber Colours. Het album werd opgenomen in Tonstudio Bauer te Ludwigsburg, waar meer albums voor ECM Records werden/worden opgenomen.
In vergelijking met latere albums is de invloed van zowel Charlie Mariano als John Marshall te horen; de muziek is soms in de gebruikelijke stijl van Weber (lyrisch, melancholisch en relaxed), maar in Little Movements mag Marshall uitpakken en dan komt de muziek veel dichter bij die van Soft Machine, vrijer maar tegelijkertijd opdringerig.

## Musici
- Eberhard Weber – bas
- Charlie Mariano – dwarsfluit, sopraansaxofoon
- Rainer Brüninghaus – piano, toetsen
- John Marshall – drums, percussie

## Composities
1. The Last Stages of a long Journey (9:40)
2. Bali (12:24)
3. A Dark Spell (8:22)
4. Little Movements (7:25)
5. 'No Trees?' He Said

Alle composities van Weber, behalve Bali (Brüninghaus).